# Саксонские творожники
Саксо́нские творо́жники, ква́рккойльхен (нем. Quarkkäulchen — «творожные шарики») — сладкое блюдо саксонской кухни, похожее на сырники. Кварккойльхен жарят на сковороде на льняном или топлёном масле и подают на десерт с яблочным муссом.
Тесто для саксонских творожников состоит из тёртого отварного картофеля, обезжиренного творога с добавлением яиц и муки. В тесто также добавляют мёд и лимонная цедра; иногда изюм, корица. Саксонскими творожниками в рождественский период торгуют на дрезденском Штрицельмаркте.